# Pós-milenarismo
Pós-milenarismo é a escola escatológica que defende que Jesus Cristo virá pela segunda vez, ao término do Milênio. Muitos pós-milenaristas creem que a era Milenar iniciou-se quando Cristo ascendeu ao céu e outros creem que ela surgirá quando o Evangelho houver sido pregado em toda terra, promovendo uma era áurea de justiça e paz para a humanidade.
O pós-milenarismo espera que a grande maioria da população mundial se converterá a Cristo antes de Seu retorno glorioso. Compete à igreja cristã divulgar Seus ensinamentos, fazendo discípulas as nações, ensinando seus povos a aplicar os princípios do Reino de Deus em cada área da vida humana.
Alguns aderentes do pós-milenarismo, principalmente do pós-milenarismo contemporâneo, defendem uma interpretação preterista das profecias apocalípticas. Segundo eles, por exemplo, o sermão profético de Jesus, narrado em Mateus 24, cumpriu-se ainda naquela geração, com a queda de Jerusalém (em 70 d.C.) pelas mãos dos romanos.
Muitos pregadores e teólogos de renome na história foram pós-milenaristas, entre eles Agostinho de Hipona, Atanásio de Alexandria, Eusébio de Cesareia, Calvino, a maioria dos Puritanos, Jonathan Edwards, John Owen, Charles Hodge, Robert L. Dabney, W. G. T. Sheed, Benjamim B. Warfield, Oswald T. Allis, J. Marcellus Kik e muitos outros. Essa visão otimista perdurou na igreja desde que Roma se tornou cristã e durante toda a idade média.
Alguns afirmam que pós-milenarismo foi descartado por muitos crentes após as duas grandes guerras, mas inúmeras obras pós-milenaristas foram escritas durante esta época.  Além disso, recentemente ele tem sido notoriamente defendido por diversos teólogos e pensadores cristãos.